# Dårarnas julafton
Dårarnas Julafton er et kassettebånd af den svenske musiker og komponist Errol Norstedt fra 1988.
Kassetten indeholder sange med forskellige fiktive karakterer og bands, der normalt findes på Errol Norstedts CD'er og kassetter, og mellem sangene er der sketcher og monologer med primært E. Hitler.
På kassetten findes sangen "Ute På Vischan" som endte på Svensktoppen med Lasse Stefanz.
"Ain't Gonna Be No Shooting" har en alternativ version på kassetten Eddie's Garderob ved navn "Ah Libbi-Labbi Kompa-Ronka" fra 1994.
"En Tråkig Jul Utan Dig" fik en ny optagelse med engelsk tekst på pladen Scoop fra 2001.

## Spor
Side A
1. "Slicka Fitta" - 03:02 (Frisse Frisén & Luftwaffe)
2. "Ute På Vischan" - 03:07 (Börje Lundin)
3. "Oh Why Do I Love You?" - 02:26 (Eddie Meduza)
4. "Let Go My Baby" - 02:31 - (Roy Gutt)
5. "Someone Shot My Daddy" - 03:35 (Blues For Money)
6. "Jag Är Bög, Jag Är Bög" - 03:22 (Greve von Boegroeff)
7. "Fittor I Alaska" (sketch) - 01:35

Side B
1. "Ain't Gonna Be No Shooting" - 02:32 (Roy Gutt)
2. "Ja' Vill Ha Öl" - 03:13 (Frisse Frisén & Luftwaffe)
3. "Blues In The Morning" - 03:07 (Blues For Money)
4. "Ronk-Ronk-Ronka Kuk" - 02:45 (Mannfred Willes)

Bonussange:
1. "Cherokee Indians" - 03:52
2. "Pelle Perverts Passioner" - 03:15
3. "En Tråkig Jul Utan Dig" - 03:02

### Sangtitler på dansk
- Slicka Fitta - Slikke Fisse.
- Ute På Vischan - Ude På Landet.
- Jag Är Bög, Jag Är Bög -  Jeg Er Bøsse,  Jeg Er Bøsse.
- Ja' Vill Ha Öl! -  Jeg Vil Ha Øl!
- Ronk, Ronk, Ronka Kuk - Spill, Spill, Spille Pik.
- En Tråkig Jul Utan Dig - En Kedelig Jul Uden Dig.